# 超级马林S.4
超级马林S.4（英語：Supermarine S.4）是20世纪20年代英国超级马林公司设计制造的单翼单发水上飞机。该机由公司首席设计师雷金纳德·约瑟夫·米切尔领衔的团队设计，专为参加1925年施耐德杯竞速赛而研发。
S.4主要采用木质结构，机翼为无支撑的悬臂式设计，动力系统为一台纳皮尔“狮”发动机，短时间内可输出700匹馬力（520千瓦特）功率。1925年8月24日首飞后不到一个月，它便将世界水上飞机速度纪录提升至226.752英里每小時（364.922每小時）。
1925年的施耐德杯在美国巴尔的摩湾岸公园举行。赛前一根被大风吹倒的杆子砸损了S.4的尾部。10月23日的导航测试中，修复后的飞机表现良好，但随后突然失控，从100英尺（30米）高度俯冲坠入海中，飞机完全损毁，飞行员亨利・比亚德受伤。事故原因至今未完全查明。此后，米切尔基于研发S.4的经验，设计了其继任机型——超级马林S.5。

## 研发历程
1925年，米切尔正致力于研发一款参加当年施耐德杯竞速赛的新飞机。纳皮尔公司与超级马林公司于1925年3月18日决定联合启动该设计项目。从上一届施耐德杯（1923年）美国人的获胜中，米切尔充分意识到必须尽可能减少飞机阻力以提升飞行速度。
米切尔的新设计是一款中单翼水上飞机，其外形与曾在1924年12月打破飞行速度纪录的法国贝尔纳SIMB V.2单翼机有些相似。这一全新设计与米切尔此前为施耐德杯研发的水上飞机截然不同。米切尔开发的超级马林“海狮”Ⅱ是一款双翼船身式水上飞机，它夺得了1922年的施耐德杯，但在进行简单改进后未能在1923年的赛事中卫冕，仅获第三名。
米切尔将新机型命名为“S.4”，其中“S”代表“施耐德（英語：Schneider）”。他将此前三届参加施耐德杯的机型（超级马林“海狮”系列）依次视为S.1、S.2和S.3。S.4是首款获得英国政府支持的施耐德杯参赛机型。英国政府同意，若超级马林与纳皮尔公司承担前期研发与制造成本，将买下该机。英国空军部给予本国参赛团队的设计自由度远超美国政府。
S.4采用无支撑的悬臂式机翼和半硬壳式机身，安装一台特制的纳皮尔“狮”发动机，该发动机短时间内可输出最高700马力（520千瓦）功率。该机主体采用木质结构：机翼内有两根翼梁，翼梁缘条为云杉材质，腹板为胶合板，机翼表面覆盖胶合板并由纵梁加固。机身以一对钢制A型架为核心框架，外覆斜向铺设的云杉木板，木板固定在胶合板隔框上；发动机支架、机翼翼梁和金属材质的浮筒均连接于A型架。当时表面散热器尚未问世，因此S.4仍安装兰布林散热器，但该机气动性能优良，且被认为具有出色的美学设计。
1925年9月，《飞行》杂志报道称：
或许可以这样形容超级马林-纳皮尔S.4——它的外观仿佛诞生于灵感迸发的瞬间，而细节中又融入了英国制造工艺中最优秀的部分。无人会否认这一设计的大胆创新，我们认为超级马林公司首席设计师R.J.米切尔先生理应获得最高赞誉，他勇于摒弃刻板陈旧的设计模式，开辟出全新的设计道路。

## 服役历程

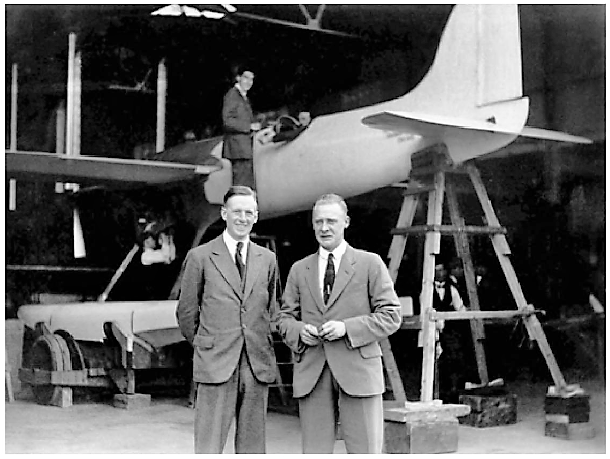
试飞员亨利・比亚德和设计师米切尔（飞机设计师）在S.4飞机前合影

S.4同时得到了民用注册号G-EBLP和空军部军用序列号N197。该机于1925年8月24日首飞，米切尔与路易斯·蒙巴顿勋爵一同乘坐摩托艇前往现场见证。由于需要较长的起飞滑跑距离，测试工作在卡尔肖特进行。
超级马林公司的首席试飞员亨利・比亚德对S.4并不满意，他不喜欢无支撑的机翼设计，也对座舱位于机翼后方太远颇有微词，因为该座舱布置限制了飞行员的前向视野，尤其在起飞和降落阶段。首飞时，S.4就因此险些与一艘远洋邮轮相撞。
1925年9月13日，在南安普顿水道上空一段1.864英里（约3.0公里）的直线航段上，S.4以226.752英里/小时（约364.9公里/小时）的时速打破了世界水上飞机速度纪录。一个月后该成绩公布时，在新闻界引起了轰动。

### 1925年施耐德杯竞速赛

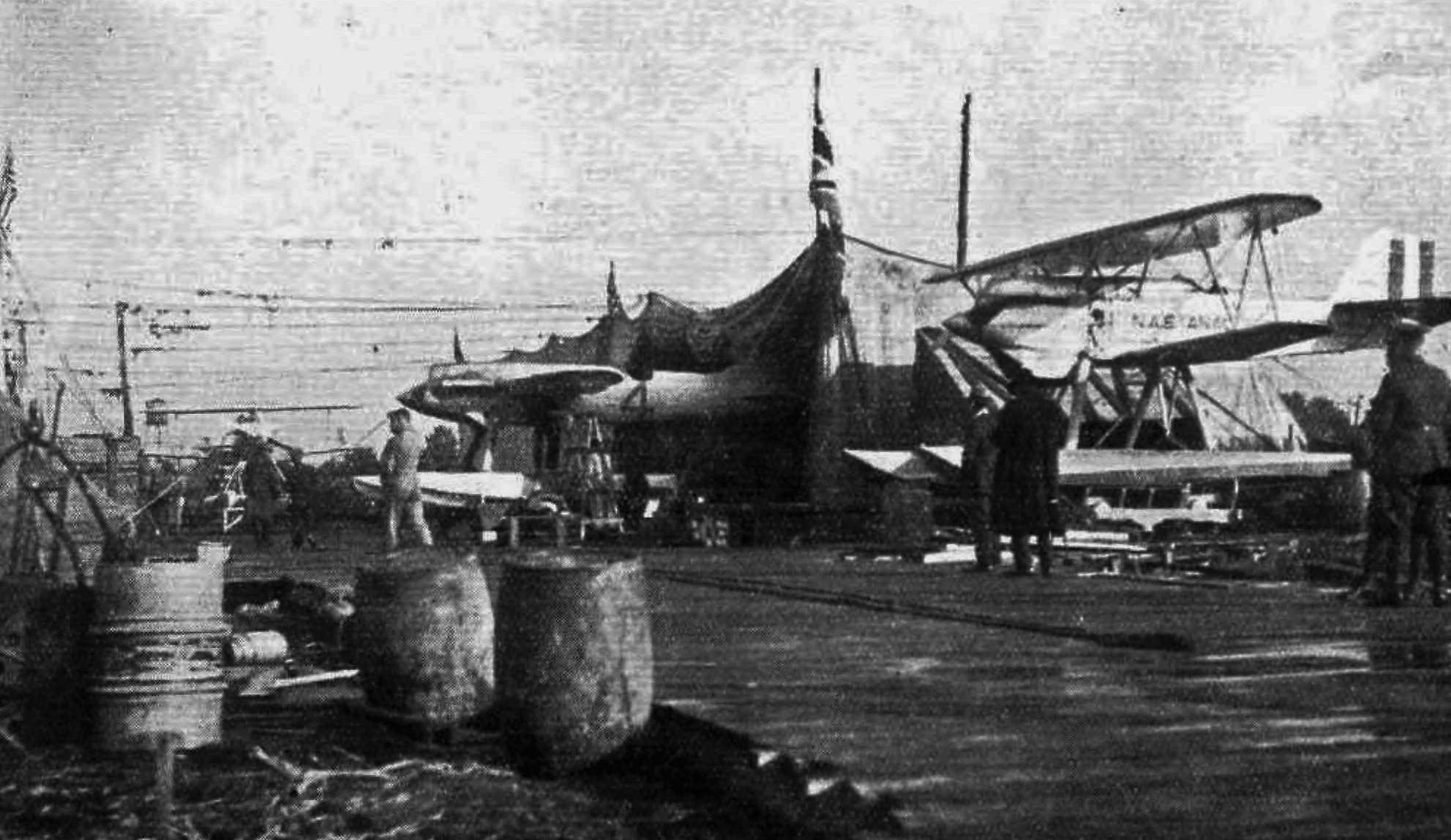
超级马林S.4（中央左侧），摄于1925年施耐德杯竞速赛开赛前

英国对本届施耐德杯竞速赛寄予厚望。为此，S.4与两架格洛斯特Ⅲ型双翼机一同免费搭乘“明尼沃斯卡号”蒸汽船运往美国。航程中，飞行员比亚德在打网球时不慎滑倒，导致手腕受伤。
恶劣天气使得已抵达赛场的施耐德杯参赛飞机几乎没有机会在赛道上进行练习。当时海滩上的帆布机库仍在搭建中，飞机只能继续存放在箱子内。比亚德患上了流感，但恢复情况良好，可以正常参赛。然而，大风吹倒了存放S.4的机库，一根倾倒的杆子砸损了飞机尾部。经过及时修复，S.4得以正常参加1925年10月23日的导航测试。
测试过程中，S.4起初表现良好，但返回岸边时，操纵杆突然剧烈抖动，随后在高速飞行中失控。人们看到S.4发生失速，从100英尺高空直直坠入海中。比亚德起初被安全带困在机舱里并失去了意识，后来挣扎着从海底浮上水面，紧紧抓住漂浮的残骸。派去救援的第一艘汽艇因发动机故障抛锚，第二艘汽艇才将他救起。当时米切尔就在救援艇上，他对着受伤的比亚德开玩笑问道：“海水暖和吗？”事后检查发现，比亚德断了两根肋骨。
失事飞机的残骸由皇家海军“缬草号”打捞上岸。它是专程从百慕大派往巴尔的摩为英国参赛团队提供支持的。多数资料认为事故原因与颤振有关。尽管事后开展了调查，但坠机的具体原因始终未能查明。

### 坠机事故的后续影响
两天后，詹姆斯·杜立德中尉驾驶寇蒂斯 R3C飞机以平均232.573英里/小时（374.443公里/小时）的速度赢得了比赛，这一速度超过了一个月前S.4创下的世界纪录。其他国家的参赛团队清楚地认识到，美国对飞行员的专项训练和对飞机研发的详细测试是取胜的关键。1927年米切尔在英国皇家航空学会发表演讲时也表达了同样的观点。自1925年起，英国空军部开始推行一项政策：借助风洞测试来分析其研制的高速飞机的性能。

## 历史影响
超级马林S.4是一款革命性的飞机，其设计远超所处的时代，“为20世纪30至40年代此类飞机的基本设计模式奠定了基础”。该机采用新技术设计和制造，它的浮筒代表了当时的最高水平，而无支撑钢索的机翼设计更是首次应用于超级马林公司的飞机。
航空历史学家约翰·D·安德森指出，这款飞机“体现了米切尔在成熟可靠的设计框架中融入新技术的意愿”，它是“飞机设计领域的一次革新”，并“影响了此后所有施耐德杯参赛机型”。获得1926年施耐德杯冠军的意大利马基M.39便与S.4非常相似。米切尔将设计S.4时积累的经验应用到了其后续机型超级马林S.5的研发中。S.4也因此被称为“他（米切尔）的首个杰出成就”。
S.4建造过程的图纸、档案影像，以及一段时长五分钟、记录其首飞过程的影片，均被保存于莱斯利·霍华德执导的米切尔传记电影《空中喷火机》中。 
超级马林S.5的设计特别考虑了如何消除机翼颤振。当时人们认为这种颤振是导致S.4失事的原因之一。S.5采用了带钢索支撑的中单翼，机身横截面更小，浮筒设计也更具流线型，这些改进都是为了进一步减阻，令其比S.4飞得更快。而对于速度提升最大的改进（据估约为24英里/小时），则是应用了全新的表面散热器来冷却发动机，这一改进大幅减小了阻力。
S.4失事之后，英国国家物理实验室对其模型进行了测试。结果显示，兰布林散热器（Lamblin radiators）占全机总阻力的三分之一；若去除这一装置，S.4本可以成为当时世界上“气动阻力最小”的单翼机。

## 技术参数
参考资料：Supermarine Aircraft since 1914
基本信息
- 机组：1
- 長度：26英尺73⁄4英寸（8.122）
- 翼展：30英尺7.5英寸（9.335）
- 高度：11英尺8.75英寸（3.5751）
- 机翼面积：139平方英尺（12.9平方）
- 空重：2,600磅（1,179）
- 总重：3,191磅（1,447）
- 发动机：1台纳皮尔“狮”Ⅶ（英语：Napier Lion VII）W12液冷活塞发动机，680匹馬力（510千瓦特）转速为2000转每分钟
- 螺旋桨：2桨叶定距螺旋桨

性能
- 最大速度：239英里每小時（385每小時；208節）[13]
- 翼载：23磅每平方英尺（110每平方）
- 功重比：0.21马力每磅（0.35千瓦每千克）

## 引用
1. ↑  Eves & Coombs 2001，第96頁.
2. 1 2 3  Andrews & Morgan 1981，第175頁.
3. 1 2 3 4 5 6  Eves & Coombs 2001，第115頁.
4. ↑  . Flight International. 1924-12-18: 796. ISSN 0015-3710.
5. ↑  Green, William. . Flying Review International 10 (11). July 1967: 744.
6. ↑  James 1981，第197–198頁.
7. 1 2 3  James 1981，第198頁.
8. ↑  Andrews & Morgan 1981，第177頁.
9. ↑  Andrews & Morgan 1981，第175–178頁.
10. ↑  James 1981，第200頁.
11. 1 2  Eves & Coombs 2001，第167頁.
12. ↑  . Flight 17 (874). 1925-09-24: 613. ISSN 0015-3710.
13. 1 2 3  Jackson 1973，第317頁.
14. ↑  Lewis 1970，第144頁.
15. 1 2 3  Mitchell 2002，第66頁.
16. 1 2 3  Andrews & Morgan 1981，第178頁.
17. ↑  . Flight 17 (874). 1925-09-24: 609–614. ISSN 0015-3710.
18. 1 2 3  Eves & Coombs 2001，第117頁.
19. 1 2 3  Andrews & Morgan 1981，第179頁.
20. 1 2 3  Andrews & Morgan 1981，第180頁.
21. 1 2 3  Mitchell 2002，第68頁.
22. ↑  Eves & Coombs 2001，第119頁.
23. ↑  . Belfast News-Letter (Belfast, Ireland). 1925-10-27: 7.
24. ↑  . Belfast News-Letter (Belfast, Ireland). 1925-10-27: 7.
25. ↑  . Flight 17 (881). 1925-11-12: 747–752. ISSN 0015-3710.
26. 1 2  . Flight 17 (879). 1925-10-29: 703. ISSN 0015-3710.
27. ↑  Glancey 2008，第27頁.
28. ↑  Andrews & Morgan 1981，第6, 175頁.
29. ↑  Anderson 2018，第126–128頁.
30. 1 2  Andrews & Morgan 1981，第182頁.
31. ↑  Ritchie 2004.
32. ↑   (Catalogue description). The National Archives.   [2022-09-15]. （原始内容存档于2021-09-24）.
33. ↑  Aldgate & Richards 1994，第53頁.
34. ↑  Loftin 1985，第75頁.
35. ↑  Andrews & Morgan 1981，第203頁.